# Lou n'a pas dit non
Pour plus de détails, voir Fiche technique et Distribution.
Lou n'a pas dit non est un film français réalisé par Anne-Marie Miéville en 1994.

## Synopsis
L'idée inspiratrice du film et de son titre est née de la correspondance entre Lou Salomé et Rainer Maria Rilke. Cependant le film décrit des instants de la vie d'un couple d'aujourd'hui
Lou et Pierre se sont séparés et Pierre en souffre. Pierre doit se marier avec une autre jeune femme, mais tous deux y renoncent dans les couloirs de la mairie. 
Lou prépare un court métrage sur un couple de statues exposées au Louvre, représentant Vénus et Mars. 
Pierre et Lou se revoient un soir, assistent à un ballet moderne, se querellent, puis partent en voiture voir la tombe de Rilke. 
Pierre a des amies successives, Lou sort maintenant avec Théo, le conservateur du musée, que Pierre méprise. 
Lou travaille chez elle comme auditrice téléphonique bénévole pour une association de soutien aux personnes moralement en difficulté. 
Lou a fini son court métrage. Il est projeté.

## Fiche technique
- Titre : Lou n'a pas dit non
- Réalisation : Anne-Marie Miéville
- Scénario et dialogues : Anne-Marie Miéville
- Musique : Serge Houppin et Henry Torgue
- Photographie : Edwin Horak et Jean-Paul Rosa da Costa
- Montage : Anne-Marie Miéville
- Production : Ruth Waldburger
- Société de production : Peripheria, Sara Films et Vega Film
- Société de distribution : Les Films du Losange (France)
- Pays :  France et  Suisse
- Genre : drame et romance
- Durée : 78 minutes
- Dates de sortie : 
  -  France : 21 décembre 1994

## Distribution
- Marie Bunel : Lou
- Manuel Blanc : Pierre
- Caroline Micla : Isabelle
- Geneviève Pasquier : Suzanne
- Métilde Weyergans : Florence
- Harry Cleven : Theo
- Wilfred Benaïche : François
- Jérôme Hardelay : Pierre enfant
- Serge Renko : le golden boy
- Jean-François Balmer : voix
- Daniel Emilfork : voix
- Philippe Khorsand : voix
- René Bouloc
- Valériane de Villeneuve
- Bruno Devoldère
- Delphine Rich
- Hélène Roussel

## Distinctions
- Grand Prix 1994 : Entrevues - Festival International du Film Belfort
- Bayard d'Or de la meilleure contribution artistique 1994 : Festival International du Film Francophone de Namur